# María Rey
María Rey (Vigo, 21 de març de 1967) és una periodista espanyola.

## Activitat professional
Llicenciada en Ciències de la informació per la Universitat Complutense de Madrid, va començar la seva carrera professional en l'emissora local de la Cadena SER a la seva ciutat natal. Més endavant es va fer càrrec dels serveis informatius del Centre Territorial de TVE a Madrid. Més tard, s'incorporà al departament de televisió de l'Agència EFE.
A partir de 1992 passà a presentar l'Informatiu del cap de setmana d'Antena 3 TV amb Roberto Arce i, posteriorment, l'edició diària amb Pedro Piqueras. Al llarg dels 25 anys que estigué treballant en aquesta cadena, es feu càrrec successivament de la informació política, la corresponsalia parlamentària, a més de ser la corresponsal Diplomàtica de Casa Real, i la responsable del Consell Assessor de l'Institut de Comunicació Empresarial. Després va passar a presentar el magazine '120 minutos', al canal autonòmic de televisió Telemadrid.
Durant uns anys, entre el 1996 i el 2016 va presidir l'Associació de Periodistes Parlamentaris.

## Vida privada
Està casada, des del 24 de juliol de 1998, amb el periodista Manuel Campo Vidal i té tres fills.

## Premis i reconeixements
- Premi «Luis Carandell» de Periodisme Parlamentari (2013)[4]
- Premi Antena de Plata de TV (2019)[5]

## Publicacions
El juny de 2017 va publicar el llibre Juego de escaños, en què recull la seva experiència en la informació des del Congrés dels Diputats.